# Matthias Haddad
Matthias Haddad (Francia, 10 de marzo de 2001) es un jugador profesional francés de rugby que se desempeña en la posición de ala abierto en Stade Rochelais, equipo perteneciente a la liga Top 14.

## Carrera
Haddad es un jugador de formación francesa (JIFF). Comenzó su carrera deportiva con el equipo Stade Rochelais, en el cual jugó dos temporadas (2007-2009), después pasó a Rugby Club du Pays Muzillacais (2009-2013), luego a Rugby Club Vannes (2013-2016), posteriormente regresó a Stade Rochelais, donde lleva jugando ocho temporadas.